# Каттаган
Каттаган (узб. Qatogʻon / Қатоғон) — посёлок городского типа, расположенный на территории Яккабагского района Кашкадарьинской области Республики Узбекистан.

Статус посёлка городского типа с 2009 года.